# Giải bóng đá Vô địch Quốc gia 2017
Giải bóng đá Vô địch Quốc gia 2017, tên gọi chính thức là Giải bóng đá Vô địch Quốc gia Toyota 2017 (tiếng Anh: Toyota V.League 1 – 2017) vì lý do tài trợ, là mùa giải chuyên nghiệp thứ 17 và là mùa giải thứ 34 của Giải bóng đá Vô địch Quốc gia, giải đấu bóng đá hạng cao nhất Việt Nam. Giải khởi tranh từ ngày 7 tháng 1 đến ngày 25 tháng 11 năm 2017 với 14 câu lạc bộ tham dự. Đây là năm thứ ba liên tiếp tập đoàn Toyota của Nhật Bản trở thành nhà tài trợ chính của giải đấu.
Câu lạc bộ bóng đá Quảng Nam đã giành chức vô địch đầu tiên trong lịch sử của mình.

## Thay đổi trước mùa giải

### Thay đổi đội bóng
Danh sách đội bóng có sự thay đổi so với mùa giải 2016:
| Thăng hạng từ V.League 2 - 2016 - TP Hồ Chí Minh | Xuống hạng V.League 2 - 2017 - Đồng Tháp |

### Thể thức thi đấu
Mùa giải 2017 sẽ có 1 suất xuống hạng trực tiếp. Đội xếp thứ 14 chung cuộc sẽ trực tiếp xuống thi đấu tạiV.League 2 2018.

### Truyền hình
Lần đầu tiên, tất cả 182 trận đấu của V.League 2017 sẽ được truyền hình trực tiếp trên các kênh truyền hình VTV, Bóng đá TV, Thể thao TV, HTV và BTV và trên kênh YouTube VPF Media.

## Các đội tham dự

### Sân vận động
Từ mùa giải này, SHB Đà Nẵng sử dụng sân vận động Hòa Xuân làm sân nhà thay cho sân vận động Chi Lăng.
| Đội                           | Địa điểm              | Sân vận động                        | Sức chứa |
| ----------------------------- | --------------------- | ----------------------------------- | -------- |
| Becamex Bình Dương            | Thủ Dầu Một           | Gò Đậu                              | 18.250   |
| FLC Thanh Hóa                 | Thanh Hóa             | Thanh Hóa                           | 14.000   |
| Hà Nội                        | Hà Nội                | Hàng Đẫy (lượt đi + 4 trận lượt về) | 22.500   |
| Hà Nội                        | Hà Nội                | Mỹ Đình (2 trận lượt về)            | 40.192   |
| Hải Phòng                     | Hải Phòng             | Lạch Tray                           | 28.000   |
| Hoàng Anh Gia Lai             | Pleiku                | Pleiku                              | 12.000   |
| Long An                       | Tân An                | Long An                             | 11.000   |
| Quảng Nam                     | Tam Kỳ                | Tam Kỳ                              | 15.624   |
| Sài Gòn                       | Thành phố Hồ Chí Minh | Thống Nhất                          | 22.500   |
| Sanna Khánh Hòa Biển Việt Nam | Nha Trang             | Nha Trang                           | 25.000   |
| SHB Đà Nẵng                   | Đà Nẵng               | Hòa Xuân                            | 20.000   |
| Sông Lam Nghệ An              | Vinh                  | Vinh                                | 12.000   |
| Than Quảng Ninh               | Cẩm Phả               | Cẩm Phả                             | 15.000   |
| Thành phố Hồ Chí Minh         | Thành phố Hồ Chí Minh | Thống Nhất                          | 22.500   |
| Xổ số kiến thiết Cần Thơ      | Cần Thơ               | Cần Thơ                             | 45.000   |

### Đổi tên
Tháng 1 năm 2017, Hà Nội T&T đổi tên thành Hà Nội còn QNK Quảng Nam đổi tên thành Quảng Nam.

### Nhân sự, nhà tài trợ và áo đấu
| Đội Bóng                      | Huấn luyện viên trưởng | Đội trưởng        | Nhà sản xuất áo đấu | Nhà tài trợ              |
| ----------------------------- | ---------------------- | ----------------- | ------------------- | ------------------------ |
| Becamex Bình Dương            | Trần Bình Sự           | Nguyễn Anh Đức    | Kappa               | Becamex IDC              |
| FLC Thanh Hóa                 | Ljupko Petrovic        | Pape Omar Faye    | Mitre               | FLC Group                |
| Hà Nội                        | Chu Đình Nghiêm        | Gonzalo Marronkle | Kappa               | Siam Cement Group (SCG)  |
| Hải Phòng                     | Trương Việt Hoàng      | Lê Văn Phú        | Mitre               |                          |
| Hoàng Anh Gia Lai             | Nguyễn Quốc Tuấn       | Bùi Văn Long      |                     | NutiFood                 |
| Long An                       | Ngô Quang Sang         | Huỳnh Quang Thanh | Kappa               | Cảng Long An             |
| Quảng Nam                     | Hoàng Văn Phúc         | Đinh Thanh Trung  |                     |                          |
| Sài Gòn                       | Nguyễn Đức Thắng       | Nguyễn Ngọc Duy   |                     |                          |
| Sanna Khánh Hòa Biển Việt Nam | Võ Đình Tân            | Trần Văn Vũ       |                     | Sanest                   |
| SHB Đà Nẵng                   | Lê Huỳnh Đức           | Nguyễn Vũ Phong   |                     | SHB                      |
| Sông Lam Nghệ An              | Nguyễn Đức Thắng       | Trần Nguyên Mạnh  | Mitre               | Bac A Bank               |
| Than Quảng Ninh               | Phan Thanh Hùng        | Huỳnh Tuấn Linh   | Joma                | Vinacomin                |
| Thành phố Hồ Chí Minh         | Alain Fiard            | Trương Đình Luật  | Mizuno              |                          |
| Xổ số kiến thiết Cần Thơ      | Vũ Quang Bảo           | Trần Chí Công     | KeepDri             | Xổ số kiến thiết Cần Thơ |

### Thay đổi huấn luyện viên
| Đội bóng           | Huấn luyện viên rời đi | Hình thức | Ngày rời đi          | Vị trí xếp hạng | Huấn luyện viên đến | Ngày đến             |
| ------------------ | ---------------------- | --------- | -------------------- | --------------- | ------------------- | -------------------- |
| Becamex Bình Dương | Nguyễn Thanh Sơn       | Giáng cấp | 28 tháng 10 năm 2016 | Trước mùa giải  | Trần Bình Sự        | 28 tháng 10 năm 2016 |
| FLC Thanh Hóa      | Hoàng Thanh Tùng       | Giáng cấp | 4 tháng 12 năm 2016  | Trước mùa giải  | Ljupko Petrovic     | 4 tháng 12 năm 2016  |
| Sông Lam Nghệ An   | Ngô Quang Trường       | Giáng cấp | 28 tháng 12 năm 2016 | Trước mùa giải  | Nguyễn Đức Thắng    | 28 tháng 12 năm 2016 |
| Long An            | Ngô Quang Sang         | Từ chức   | 24 tháng 2 năm 2017  | Thứ 14          | Nguyễn Minh Phương  | 24 tháng 2 năm 2017  |
| Hoàng Anh Gia Lai  | Nguyễn Quốc Tuấn       | Từ chức   | 15 tháng 10 năm 2017 | Thứ 12          | Dương Minh Ninh     | 15 tháng 10 năm 2017 |
| TP Hồ Chí Minh     | Alain Fiard            | Sa thải   | 8 tháng 11 năm 2017  | Thứ 11          | Lư Đình Tuấn        | 8 tháng 11 năm 2017  |

### Cầu thủ nước ngoài
Mỗi câu lạc bộ được phép đăng ký và sử dụng 2 cầu thủ ngoại và 1 cầu thủ nhập tịch trong mỗi trận đấu. Đối với Hà Nội và Than Quảng Ninh, do tham gia các giải châu lục nên được phép đăng ký 3 ngoại binh, 1 ngoại binh gốc Á và 1 cầu thủ nhập tịch, nhưng chỉ được phép đăng ký và sử dụng 2 ngoại binh và 1 cầu thủ nhập tịch trong 1 trận đấu.
| Câu lạc bộ                    | Cầu thủ 1          | Cầu thủ 2          | Cầu thủ 3     | Cầu thủ châu Á | Cầu thủ nhập tịch         | Cầu thủ cũ ^1                              |
| ----------------------------- | ------------------ | ------------------ | ------------- | -------------- | ------------------------- | ------------------------------------------ |
| Becamex Bình Dương            | Dugary Ndabashinze | Diogo Pereira      |               |                | → Đinh Hoàng Max          | Sunday Emmanuel                            |
| FLC Thanh Hóa                 | Pape Omar Faye     | Uche Iheruome      |               |                | → Nguyễn van Bakel        |                                            |
| Hà Nội                        | Moses Oloya        | Ganiyu Oseni       | Loris Arnaud  | Alvaro Silva   | → Hoàng Vũ Samson         | Gonzalo Marrkonle                          |
| Hải Phòng                     | Diego Fagan        | Errol Stevens      |               |                | → Lê Văn Phú              |                                            |
| Hoàng Anh Gia Lai             | Henrique Motta     | Mobi Fehr          |               |                |                           | Ideguchi Masaaki                           |
| Long An                       | Wander Luiz        | Eydison            |               |                |                           | Ashkanov Apollon Ganiyu Oseni Sim Woon-sub |
| Quảng Nam                     | Claudecir          | Thiago Papel       |               |                | → Nguyễn Trung Đại Dương  |                                            |
| Sài Gòn                       | Marcelo Fernandes  | Patrick Cruz       |               |                |                           |                                            |
| Sanna Khánh Hòa Biển Việt Nam | Zarour Chaher      | Youssouf Touré     |               |                |                           | Sadio Diao                                 |
| Sông Lam Nghệ An              | Michael Olaha      | Danko Kovačević    |               |                |                           | Henry Shackiel                             |
| SHB Đà Nẵng                   | Ezequiel Brítez    | → Gramoz Kurtaj    |               |                | → Đỗ Merlo                | Eydison                                    |
| Than Quảng Ninh               | Patiyo Tambwe      | Marcus Vinícius    | Rod Dyachenko |                | → Trần Trung Hiếu         | Ramon Rodrigues Jardel Capistrano          |
| Thành phố Hồ Chí Minh         | Víctor Ormazábal   | Dominique Da Sylva |               |                | → Nguyễn Quốc Thiện Esele | Rod Dyachenko                              |
| Xổ số kiến thiết Cần Thơ      | Nsi Amougou        | Sunday Emmanuel    |               |                | → Hoàng Vissai            | Kisekka Henry                              |

- ^1  Các cầu thủ nước ngoài đã rời khỏi câu lạc bộ sau lượt đi.

## Phát sóng
Các trận đấu của Toyota V.League 1 - 2017 đều được trực tiếp trên các kênh truyền hình và nền tảng sau:
- VTV: VTV6, VTV5 (2 trận đấu/vòng)
- VTVCab: Bóng đá TV (SD và HD), Thể thao TV (SD và HD), Thể thao tin tức HD (toàn bộ trận đấu)
- K+: K+1, K+NS, K+PC, K+PM (toàn bộ trận đấu).

## Bảng xếp hạng
| VT | Đội                      | ST | T  | H  | B  | BT | BB | HS  | Đ  | Giành quyền tham dự hoặc xuống hạng                             |
| -- | ------------------------ | -- | -- | -- | -- | -- | -- | --- | -- | --------------------------------------------------------------- |
| 1  | Quảng Nam (C)            | 26 | 13 | 9  | 4  | 46 | 32 | +14 | 48 |                                                                 |
| 2  | FLC Thanh Hóa (Q)        | 26 | 13 | 9  | 4  | 44 | 29 | +15 | 48 | Tham dự vòng loại thứ 2 Champions League hoặc vòng bảng Cúp AFC |
| 3  | Hà Nội                   | 26 | 12 | 10 | 4  | 54 | 31 | +23 | 46 |                                                                 |
| 4  | Than Quảng Ninh          | 26 | 12 | 7  | 7  | 42 | 34 | +8  | 43 |                                                                 |
| 5  | Sài Gòn                  | 26 | 11 | 10 | 5  | 40 | 29 | +11 | 43 |                                                                 |
| 6  | Sanna Khánh Hòa BVN      | 26 | 11 | 8  | 7  | 38 | 37 | +1  | 41 |                                                                 |
| 7  | Hải Phòng                | 26 | 11 | 5  | 10 | 35 | 33 | +2  | 38 |                                                                 |
| 8  | Sông Lam Nghệ An (Q)     | 26 | 8  | 10 | 8  | 36 | 36 | 0   | 34 | Tham dự vòng bảng Cúp AFC 2018                                  |
| 9  | SHB Đà Nẵng              | 26 | 8  | 9  | 9  | 36 | 34 | +2  | 33 |                                                                 |
| 10 | Hoàng Anh Gia Lai        | 26 | 9  | 3  | 14 | 34 | 43 | −9  | 30 |                                                                 |
| 11 | Becamex Bình Dương       | 26 | 6  | 12 | 8  | 34 | 30 | +4  | 30 |                                                                 |
| 12 | Thành phố Hồ Chí Minh    | 26 | 6  | 7  | 13 | 29 | 46 | −17 | 25 |                                                                 |
| 13 | Xổ số kiến thiết Cần Thơ | 26 | 5  | 7  | 14 | 32 | 50 | −18 | 22 |                                                                 |
| 14 | Long An (R)              | 26 | 2  | 4  | 20 | 30 | 66 | −36 | 10 | Xuống hạng đến V.League 2 2018                                  |

1. ↑  Do không đáp ứng các tiêu chí của AFC, Quảng Nam không thể đại diện cho Việt Nam tham dự các giải đấu của AFC năm 2018. Suất thi đấu của họ được chuyển cho đội xếp thứ hai là FLC Thanh Hóa.
2. 1 2  Kết quả đối đầu: Quảng Nam 1–1 FLC Thanh Hóa, FLC Thanh Hóa 2–3 Quảng Nam.
3. 1 2  Kết quả đối đầu: Than Quảng Ninh 3–0 Sài Gòn, Sài Gòn 0–0 Than Quảng Ninh.
4. ↑  Sông Lam Nghệ An giành quyền tham dự với tư cách là đội vô địch Cúp Quốc gia 2017.
5. 1 2  Kết quả đối đầu: Hoàng Anh Gia Lai 2–1 Becamex Bình Dương, Becamex Bình Dương 0–1 Hoàng Anh Gia Lai.

## Lịch thi đấu và kết quả

### Tóm tắt kết quả
| Nhà \ Khách[1]      | BBD | FTH | HNO | HPG | HAGL | HCM | LFC | QNA | SGN | SKH | SLNA | DNG | TQN | CTH |
| Becamex Bình Dương  |     | 2–2 | 2–0 | 2–2 | 0–1  | 1–0 | 4–0 | 0–1 | 1–3 | 0–1 | 0–0  | 3–4 | 0–1 | 1–1 |
| FLC Thanh Hóa       | 1–1 |     | 3–3 | 1–1 | 5–3  | 1–0 | 2–1 | 2–3 | 1–1 | 2–0 | 2–0  | 3–2 | 1–0 | 1–0 |
| Hà Nội              | 0–0 | 1–1 |     | 2–0 | 3–0  | 4–0 | 4–0 | 1–0 | 2–2 | 2–3 | 1–0  | 1–1 | 3–2 | 4–0 |
| Hải Phòng           | 0–2 | 0–0 | 1–1 |     | 1–2  | 4–1 | 3–2 | 2–0 | 0–1 | 3–1 | 1–1  | 2–0 | 2–0 | 3–1 |
| Hoàng Anh Gia Lai   | 2–1 | 2–3 | 3–2 | 1–2 |      | 0–1 | 1–2 | 1–0 | 1–1 | 0–2 | 0–2  | 0–1 | 4–2 | 3–0 |
| TP Hồ Chí Minh      | 1–1 | 0–0 | 1–3 | 0–1 | 1–0  |     | 5–2 | 1–1 | 1–3 | 1–4 | 2–2  | 1–1 | 2–4 | 1–0 |
| Long An             | 1–1 | 0–2 | 1–5 | 1–2 | 0–3  | 2–3 |     | 2–3 | 3–3 | 2–2 | 1–2  | 1–2 | 1–2 | 2–3 |
| QNK Quảng Nam       | 1–1 | 1–1 | 2–1 | 2–1 | 1–1  | 3–1 | 1–1 |     | 1–1 | 2–2 | 3–3  | 1–1 | 2–1 | 2–1 |
| Sài Gòn             | 1–1 | 2–0 | 0–0 | 3–0 | 1–2  | 0–1 | 4–0 | 2–1 |     | 0–0 | 3–1  | 2–1 | 0–0 | 2–1 |
| Sanna Khánh Hoà BVN | 2–3 | 0–2 | 1–1 | 2–1 | 4–2  | 1–0 | 1–0 | 0–3 | 0–0 |     | 1–1  | 3–2 | 0–3 | 2–2 |
| Sông Lam Nghệ An    | 1–1 | 0–1 | 1–2 | 2–3 | 2–0  | 1–1 | 3–2 | 2–4 | 2–0 | 2–2 |      | 2–1 | 1–1 | 1–1 |
| SHB Đà Nẵng         | 1–1 | 0–0 | 2–2 | 2–0 | 1–0  | 3–3 | 2–0 | 0–2 | 2–3 | 0–1 | 0–1  |     | 2–0 | 3–0 |
| Than Quảng Ninh     | 2–0 | 4–3 | 4–4 | 1–0 | 2–2  | 2–0 | 2–1 | 1–3 | 3–0 | 2–1 | 2–1  | 0–0 |     | 0–0 |
| XSKT Cần Thơ        | 1–5 | 1–4 | 1–1 | 2–0 | 3–0  | 2–1 | 1–2 | 2–3 | 4–2 | 1–2 | 1–2  | 2–2 | 1–1 |     |

Cập nhật lần cuối: Ngày 25 tháng 11 năm 2017.
Nguồn: www.vnleague.com
1 ^ Đội chủ nhà được liệt kê ở cột bên tay trái.
Màu sắc: Xanh = Chủ nhà thắng; Vàng = Hòa; Đỏ = Đội khách thắng.

### Vị trí các đội qua các vòng đấu
| Đội \ Vòng đấu      | 1  | 2  | 3  | 4  | 5  | 6  | 7  | 8  | 9  | 10 | 11 | 12 | 13 | 14 | 15 | 16 | 17 | 18 | 19 | 20 | 21 | 22 | 23 | 24 | 25 | 26 |
| ------------------- | -- | -- | -- | -- | -- | -- | -- | -- | -- | -- | -- | -- | -- | -- | -- | -- | -- | -- | -- | -- | -- | -- | -- | -- | -- | -- |
| Becamex Bình Dương  | 11 | 11 | 6  | 7  | 7  | 10 | 12 | 12 | 12 | 12 | 12 | 12 | 12 | 12 | 12 | 13 | 12 | 12 | 12 | 11 | 11 | 11 | 12 | 12 | 11 | 11 |
| FLC Thanh Hóa       | 1  | 1  | 1  | 1  | 1  | 1  | 1  | 1  | 1  | 2  | 2  | 1  | 1  | 1  | 1  | 1  | 1  | 1  | 1  | 1  | 2  | 3  | 2  | 3  | 3  | 2  |
| Hà Nội              | 2  | 6  | 2  | 2  | 3  | 3  | 3  | 2  | 6  | 1  | 1  | 3  | 2  | 2  | 2  | 2  | 2  | 2  | 4  | 2  | 3  | 1  | 3  | 2  | 1  | 3  |
| Hải Phòng           | 12 | 7  | 3  | 6  | 4  | 4  | 7  | 4  | 4  | 4  | 5  | 2  | 4  | 6  | 4  | 7  | 8  | 7  | 7  | 7  | 7  | 6  | 7  | 6  | 7  | 7  |
| Hoàng Anh Gia Lai   | 13 | 14 | 14 | 14 | 12 | 9  | 5  | 9  | 10 | 11 | 10 | 11 | 10 | 10 | 10 | 11 | 10 | 11 | 11 | 12 | 12 | 12 | 11 | 10 | 10 | 10 |
| TP Hồ Chí Minh      | 8  | 12 | 10 | 11 | 13 | 8  | 6  | 5  | 5  | 8  | 9  | 9  | 9  | 9  | 9  | 9  | 9  | 10 | 9  | 10 | 10 | 10 | 10 | 11 | 12 | 12 |
| Long An             | 3  | 3  | 7  | 10 | 11 | 14 | 14 | 14 | 14 | 14 | 14 | 14 | 14 | 14 | 14 | 14 | 14 | 14 | 14 | 14 | 14 | 14 | 14 | 14 | 14 | 14 |
| QNK Quảng Nam       | 7  | 4  | 5  | 3  | 2  | 2  | 2  | 3  | 2  | 3  | 3  | 6  | 6  | 3  | 5  | 6  | 5  | 3  | 2  | 3  | 1  | 2  | 1  | 1  | 2  | 1  |
| Sài Gòn             | 4  | 2  | 4  | 5  | 6  | 7  | 11 | 11 | 9  | 9  | 8  | 7  | 7  | 4  | 3  | 4  | 3  | 4  | 3  | 5  | 6  | 7  | 6  | 7  | 6  | 5  |
| Sanna Khánh Hoà BVN | 5  | 9  | 9  | 9  | 10 | 11 | 9  | 8  | 3  | 7  | 4  | 4  | 3  | 5  | 7  | 5  | 4  | 5  | 5  | 4  | 4  | 4  | 5  | 4  | 5  | 6  |
| Sông Lam Nghệ An    | 14 | 13 | 12 | 8  | 9  | 12 | 10 | 10 | 11 | 10 | 11 | 10 | 11 | 11 | 11 | 10 | 11 | 9  | 10 | 9  | 9  | 9  | 9  | 8  | 8  | 8  |
| SHB Đà Nẵng         | 6  | 8  | 8  | 4  | 5  | 5  | 8  | 6  | 7  | 6  | 7  | 8  | 8  | 8  | 8  | 8  | 7  | 8  | 8  | 8  | 8  | 8  | 8  | 9  | 9  | 9  |
| Than Quảng Ninh     | 9  | 5  | 11 | 12 | 8  | 6  | 4  | 7  | 8  | 5  | 6  | 5  | 5  | 7  | 6  | 3  | 6  | 6  | 6  | 6  | 5  | 5  | 4  | 5  | 4  | 4  |
| XSKT Cần Thơ        | 10 | 10 | 13 | 13 | 14 | 13 | 13 | 13 | 13 | 13 | 13 | 13 | 13 | 13 | 13 | 12 | 13 | 13 | 13 | 13 | 13 | 13 | 13 | 13 | 13 | 13 |

|  | Vô địch; Champions League |  | Xuống hạng V.League 2 năm 2018 |

Cập nhật lần cuối: Ngày 25 tháng 11 năm 2017
Nguồn: www.vnleague.com

### Tiến trình mùa giải
| Đội \ Vòng đấu      | 1 | 2 | 3 | 4 | 5 | 6 | 7 | 8 | 9 | 10 | 11 | 12 | 13 | 14 | 15 | 16 | 17 | 18 | 19 | 20 | 21 | 22 | 23 | 24 | 25 | 26 |
| ------------------- | - | - | - | - | - | - | - | - | - | -- | -- | -- | -- | -- | -- | -- | -- | -- | -- | -- | -- | -- | -- | -- | -- | -- |
| Becamex Bình Dương  | L | D | W | D | D | L | D | D | L | L  | W  | D  | D  | L  | L  | L  | W  | W  | D  | D  | L  | D  | D  | D  | W  | W  |
| FLC Thanh Hóa       | W | W | W | D | W | D | D | W | D | L  | W  | W  | D  | W  | D  | W  | L  | L  | W  | D  | D  | L  | W  | D  | W  | W  |
| Hà Nội T&T          | W | L | W | W | D | D | D | D | W | W  | D  | D  | W  | W  | D  | L  | W  | L  | D  | W  | D  | W  | L  | W  | W  | D  |
| Hải Phòng           | L | W | W | L | W | D | L | W | D | W  | D  | W  | D  | L  | W  | L  | L  | W  | L  | D  | W  | W  | L  | W  | L  | L  |
| Hoàng Anh Gia Lai   | L | L | L | D | W | W | W | L | L | L  | W  | L  | D  | W  | L  | L  | W  | L  | L  | L  | L  | D  | W  | W  | W  | L  |
| TP Hồ Chí Minh      | D | L | W | L | L | W | W | W | D | L  | L  | D  | L  | W  | D  | D  | L  | L  | W  | D  | L  | L  | L  | L  | L  | L  |
| Long An             | W | D | L | L | L | L | L | L | L | L  | L  | L  | D  | L  | L  | L  | L  | W  | D  | L  | L  | D  | L  | L  | L  | L  |
| Quảng Nam           | D | W | D | W | W | D | D | L | W | W  | L  | L  | D  | W  | D  | D  | W  | W  | W  | D  | W  | D  | W  | W  | L  | W  |
| Sài Gòn             | W | W | L | D | D | L | L | D | W | D  | W  | W  | D  | W  | W  | D  | W  | D  | D  | L  | D  | D  | W  | L  | W  | W  |
| Sanna Khánh Hoà BVN | W | L | D | D | L | D | W | W | W | D  | W  | D  | W  | L  | L  | W  | W  | L  | D  | W  | D  | W  | D  | W  | L  | L  |
| Sông Lam Nghệ An    | L | D | D | W | L | L | W | D | L | W  | D  | D  | L  | D  | D  | D  | L  | W  | D  | W  | W  | L  | D  | W  | W  | L  |
| SHB Đà Nẵng         | W | L | D | W | D | D | L | W | D | W  | L  | D  | D  | L  | D  | W  | W  | L  | D  | D  | W  | L  | L  | L  | L  | W  |
| Than Quảng Ninh     | L | W | L | L | W | W | W | L | D | W  | L  | W  | D  | D  | W  | W  | L  | D  | D  | D  | W  | W  | W  | L  | W  | D  |
| XSKT Cần Thơ        | L | D | L | D | L | W | L | L | D | L  | D  | L  | D  | L  | W  | W  | L  | W  | L  | D  | L  | L  | D  | L  | L  | W  |

Cập nhật lần cuối: 25 tháng 11 năm 2017
Nguồn: Vietnam Professional Football

## Thống kê mùa giải

### Cầu thủ ghi bàn hàng đầu
| Xếp hạng | Cầu thủ             | Câu lạc bộ                            | Số bàn thắng |
| -------- | ------------------- | ------------------------------------- | ------------ |
| 1        | Nguyễn Anh Đức      | Becamex Bình Dương                    | 17           |
| 2        | Nsi Amougou         | Xổ số kiến thiết Cần Thơ              | 16           |
| 2        | Rod Dyachenko       | Than Quảng Ninh/Thành phố Hồ Chí Minh | 16           |
| 4        | Errol Stevens       | Hải Phòng                             | 14           |
| 5        | Dos Claudecir       | Quảng Nam                             | 12           |
| 5        | Uche Iheruome       | FLC Thanh Hóa                         | 12           |
| 7        | Pape Omar Faye      | FLC Thanh Hóa                         | 11           |
| 7        | Hoàng Vũ Samson     | Hà Nội                                | 11           |
| 9        | Đinh Thanh Trung    | Quảng Nam                             | 10           |
| 9        | Ganiyu Bolayi Oseni | Hà Nội/Long An                        | 10           |

### Phản lưới nhà
| Cầu thủ              | Câu lạc bộ                    | Đối thủ                       | Vòng đấu |
| -------------------- | ----------------------------- | ----------------------------- | -------- |
| Phạm Mạnh Hùng       | Sông Lam Nghệ An              | FLC Thanh Hóa                 | 1        |
| Quế Ngọc Hải         | Sông Lam Nghệ An              | Xổ số kiến thiết Cần Thơ      | 2        |
| Nguyễn Đình Nhơn     | Sanna Khánh Hòa Biển Việt Nam | Than Quảng Ninh               | 5        |
| Đặng Quang Huy       | Hải Phòng                     | Sanna Khánh Hòa Biển Việt Nam | 7        |
| Đinh Tiến Thành      | FLC Thanh Hóa                 | Hà Nội                        | 10       |
| Nguyễn Thành Trung   | Long An                       | Sài Gòn                       | 11       |
| Phạm Thanh Cường     | Long An                       | Than Quảng Ninh               | 12       |
| Sầm Ngọc Đức         | Hà Nội                        | Sanna Khánh Hòa Biển Việt Nam | 12       |
| Nguyễn Đình Nhơn     | Sanna Khánh Hòa Biển Việt Nam | Than Quảng Ninh               | 15       |
| Nguyễn Anh Đức       | Becamex Bình Dương            | SHB Đà Nẵng                   | 16       |
| Trần Đức Cường       | Becamex Bình Dương            | SHB Đà Nẵng                   | 16       |
| Lâm Anh Quang        | SHB Đà Nẵng                   | Becamex Bình Dương            | 16       |
| Nguyễn Anh Hùng      | Hải Phòng                     | Becamex Bình Dương            | 17       |
| Nguyễn Cửu Huy Hoàng | Sanna Khánh Hòa Biển Việt Nam | Hải Phòng                     | 18       |
| Henrique Motta       | Hoàng Anh Gia Lai             | Long An                       | 18       |
| Lê Văn Đại           | Becamex Bình Dương            | FLC Thanh Hóa                 | 24       |

### Ghi hat-trick
| Cầu thủ           | Câu lạc bộ                    | Đối thủ                       | Kết quả | Ngày                 |
| ----------------- | ----------------------------- | ----------------------------- | ------- | -------------------- |
| Đinh Thanh Trung  | Quảng Nam                     | Than Quảng Ninh               | 3–1     | 22 tháng 1 năm 2017  |
| Víctor Ormazábal  | Thành phố Hồ Chí Minh         | Long An                       | 5–2     | 19 tháng 2 năm 2017  |
| Lâm Ti Phông      | Sanna Khánh Hòa Biển Việt Nam | Hoàng Anh Gia Lai             | 4–2     | 1 tháng 10 năm 2017  |
| Rod Dyachenko     | Than Quảng Ninh               | Thành phố Hồ Chí Minh         | 4–2     | 19 tháng 11 năm 2017 |
| Rod Dyachenko     | Than Quảng Ninh               | Hà Nội                        | 4–44    | 25 tháng 11 năm 2017 |
| Nguyễn Anh Đức    | Becamex Bình Dương            | Sanna Khánh Hòa Biển Việt Nam | 3–2     | 25 tháng 11 năm 2017 |
| Marcelo Fernandes | Sài Gòn                       | Hải Phòng                     | 3–0     | 25 tháng 11 năm 2017 |

- Chú thích: 4: ghi 4 bàn.

## Tổng số khán giả

### Theo câu lạc bộ
| VT | Đội                      | Tổng số   | Cao    | Thấp  | Trung bình | Thay đổi |
| -- | ------------------------ | --------- | ------ | ----- | ---------- | -------- |
| 1  | Thanh Hóa                | 120.000   | 13.000 | 7.000 | 9.231      | +12,7%†  |
| 2  | Hoàng Anh Gia Lai        | 109.000   | 11.000 | 4.000 | 8.385      | +17,2%†  |
| 3  | SHB Đà Nẵng              | 105.000   | 19.000 | 2.000 | 8.077      | −12,1%†  |
| 4  | Hải Phòng                | 96.000    | 16.000 | 0     | 7.385      | −45,8%†  |
| 5  | Than Quảng Ninh          | 89.000    | 9.000  | 5.000 | 6.846      | −10,6%†  |
| 6  | Quảng Nam                | 83.500    | 14.000 | 1.500 | 6.423      | +62,1%†  |
| 7  | Hà Nội                   | 80.500    | 18.000 | 1.000 | 6.192      | +33,0%†  |
| 8  | TP Hồ Chí Minh           | 65.000    | 15.000 | 1.000 | 5.000      | n/a†     |
| 9  | Sanna Khánh Hoà BVN      | 64.000    | 8.000  | 2.000 | 4.923      | −14,1%†  |
| 10 | Sông Lam Nghệ An         | 55.500    | 8.000  | 2.000 | 4.269      | −12,9%†  |
| 11 | Becamex Bình Dương       | 45.000    | 13.000 | 1.000 | 3.462      | −33,0%†  |
| 12 | Sài Gòn                  | 44.000    | 10.000 | 1.000 | 3.385      | +23,1%†  |
| 13 | Long An                  | 32.700    | 8.000  | 200   | 2.515      | −33,3%†  |
| 14 | XSKT Cần Thơ             | 26.500    | 6.000  | 1.000 | 2.038      | −50,5%†  |
|    | Tổng số khán giả cả giải | 1.017.700 | 19.000 | 0     | 5.592      | −11,3%†  |

Cập nhật lần cuối vào ngày 25 tháng 11 năm 2017
Nguồn: Vietnam Professional Football
Ghi chú:
† 
Các đội bóng tham dự V.League 2 ở mùa trước đó

### Theo vòng đấu
| Vòng đấu  | Tổng cộng | Trung bình |
| --------- | --------- | ---------- |
| Vòng 1    | 60,000    | 8,571      |
| Vòng 2    | 33,000    | 4,714      |
| Vòng 3    | 28,500    | 4,071      |
| Vòng 4    | 35,000    | 7,000      |
| Vòng 5    | 37,500    | 5,357      |
| Vòng 6    | 56,500    | 8,071      |
| Vòng 7    | 40,000    | 5,714      |
| Vòng 8    | 44,000    | 6,285      |
| Vòng 9    | 43,500    | 6,214      |
| Vòng 10   | 47,000    | 6,714      |
| Vòng 11   | 37,000    | 5,286      |
| Vòng 12   | 38,000    | 5,428      |
| Vòng 13   | 36,000    | 5,142      |
| Vòng 14   | 38,500    | 5,500      |
| Vòng 15   | 41,000    | 5,857      |
| Vòng 16   | 45,000    | 6,429      |
| Vòng 17   | 44,000    | 6,286      |
| Vòng 18   | 34,000    | 4,857      |
| Vòng 19   | 33,000    | 4,714      |
| Vòng 20   | 29,000    | 4,143      |
| Vòng 21   | 35,000    | 5,000      |
| Vòng 22   | 36,000    | 5,143      |
| Vòng 23   | 37,000    | 5,286      |
| Vòng 24   | 51,000    | 7,285      |
| Vòng 25   | 32,500    | 4,643      |
| Vòng 26   | 38,700    | 5,529      |
| Tổng cộng | 1,017,700 | 5,592      |

### Số khán giả cao nhất
| Xếp hạng | Đội nhà               | Tỷ số | Đội khách             | Số khán giả | Ngày                 | Sân vận động            |
| -------- | --------------------- | ----- | --------------------- | ----------- | -------------------- | ----------------------- |
| 1        | SHB Đà Nẵng           | 1–0   | Hoàng Anh Gia Lai     | 19,000      | 7 tháng 1 năm 2017   | Sân vận động Hòa Xuân   |
| 2        | Hà Nội                | 2–1   | FLC Thanh Hóa         | 18,000      | 19 tháng 3 năm 2017  | Sân vận động Hàng Đẫy   |
| 3        | Hải Phòng             | 0–1   | Sài Gòn               | 16,000      | 8 tháng 1 năm 2017   | Sân vận động Lạch Tray  |
| 4        | Thành phố Hồ Chí Minh | 2–2   | Sông Lam Nghệ An      | 15,000      | 2 tháng 7 năm 2017   | Sân vận động Thống Nhất |
| 5        | Quảng Nam             | 3–1   | Thành phố Hồ Chí Minh | 14,000      | 25 tháng 11 năm 2017 | Sân vận động Tam Kỳ     |

## Giải thưởng

### Giải thưởng tháng
Không có giải thưởng nào vào tháng 5 và tháng 8, tuy nhiên có thêm giải thưởng cho đội phong cách bắt đầu vào tháng 9 năm 2017.
| Tháng        | Câu lạc bộ của tháng | Giải phong cách   | Huấn luyện viên của tháng | Huấn luyện viên của tháng | Cầu thủ của tháng     | Cầu thủ của tháng |
| Tháng        | Câu lạc bộ của tháng | Giải phong cách   | Huấn luyện viên           | Câu lạc bộ                | Cầu thủ               | Câu lạc bộ        |
| ------------ | -------------------- | ----------------- | ------------------------- | ------------------------- | --------------------- | ----------------- |
| Tháng 1      | FLC Thanh Hóa        | Không             | Ljupko Petrovic           | FLC Thanh Hóa             | Đinh Thanh Trung      | Quảng Nam         |
| Tháng 2      | Hoàng Anh Gia Lai    | Không             | Ljupko Petrovic           | FLC Thanh Hóa             | Vũ Minh Tuấn          | Than Quảng Ninh   |
| Tháng 3 và 4 | Hà Nội               | Không             | Võ Đình Tân               | Sanna Khánh Hòa           | Nguyễn Hoàng Quốc Chí | Sanna Khánh Hòa   |
| Tháng 6 và 7 | FLC Thanh Hóa        | Không             | Ljupko Petrovic           | FLC Thanh Hóa             | Pape Omar Faye        | FLC Thanh Hóa     |
| Tháng 9      | Quảng Nam            | Than Quảng Ninh   | Hoàng Văn Phúc            | Quảng Nam                 | Đinh Thanh Trung      | Quảng Nam         |
| Tháng 10     | Hà Nội               | Sông Lam Nghệ An  | Hoàng Văn Phúc            | Quảng Nam                 | Nguyễn Văn Quyết      | Hà Nội            |
| Tháng 11     |                      | Hoàng Anh Gia Lai |                           |                           |                       |                   |

#### Bàn thắng của tháng
| Tháng        | Cầu thủ          | Câu lạc bộ      | Đối thủ               | Sân vận động            | Ngày                 | Tỷ lệ  |
| ------------ | ---------------- | --------------- | --------------------- | ----------------------- | -------------------- | ------ |
| Tháng 1      | Nguyễn Quang Hải | Hà Nội          | Than Quảng Ninh       | Sân vận động Hàng Đẫy   | 7 tháng 1 năm 2017   | 32.6 % |
| Tháng 2      | Vũ Minh Tuấn     | Than Quảng Ninh | Sài Gòn FC            | Sân vận động Cẩm Phả    | 26 tháng 2 năm 2017  | 44.3 % |
| Tháng 3 và 4 | Nguyễn Tiến Duy  | Sài Gòn FC      | Long An               | Sân vận động Thống Nhất | 1 tháng 4 năm 2017   | 57.3 % |
| Tháng 6 và 7 | Pape Omar Faye   | FLC Thanh Hóa   | SHB Đà Nẵng           | Sân vận động Thanh Hóa  | 24 tháng 6 năm 2017  | 40.5 % |
| Tháng 9      | Nguyễn Quang Hải | Hà Nội          | Long An               | Sân vận động Hàng Đẫy   | 1 tháng 10 năm 2017  | 34 %   |
| Tháng 10     | Đỗ Văn Thuận     | Sài Gòn FC      | Thành phố Hồ Chí Minh | Sân vận động Thống Nhất | 29 tháng 10 năm 2017 | 47.2 % |

### Giải thưởng chung cuộc
Các danh hiệu cá nhân và tập thể được bình chọn sau khi kết thúc V.League 1 2017.
- Trọng tài xuất sắc nhất: Võ Minh Trí
- Trợ lý trọng tài xuất sắc nhất: Nguyễn Như Phong
- Ban tổ chức trận đấu tốt nhất: Than Quảng Ninh
- Câu lạc bộ có mặt sân tốt nhất: Xổ số kiến thiết Cần Thơ
- Câu lạc bộ đào tạo trẻ tốt nhất: Hà Nội
- Huấn luyện viên xuất sắc nhất: Hoàng Văn Phúc (Quảng Nam)
- Cầu thủ xuất sắc nhất: Đinh Thanh Trung (Quảng Nam)
- Vua phá lưới: Nguyễn Anh Đức (Becamex Bình Dương) - 17 bàn thắng
- Bàn thắng đẹp nhất: Pape Omar Faye (FLC Thanh Hoá) - Vòng 14
- Cầu thủ trẻ xuất sắc nhất: Nguyễn Quang Hải (Hà Nội)
- Hội cổ động viên xuất sắc nhất: FLC Thanh Hoá, Than Quảng Ninh, Hoàng Anh Gia Lai, Hà Nội, Xổ số kiến thiết Cần Thơ, Sông Lam Nghệ An, Quảng Nam, SHB Đà Nẵng
- Cầu thủ xuất sắc nhất các câu lạc bộ:

| Đội bóng           | Cầu thủ          | Đội bóng                      | Cầu thủ               |
| ------------------ | ---------------- | ----------------------------- | --------------------- |
| Becamex Bình Dương | Nguyễn Anh Đức   | Sanna Khánh Hòa Biển Việt Nam | Nguyễn Tuấn Mạnh      |
| FLC Thanh Hóa      | Pape Omar Faye   | Sài Gòn                       | Đỗ Văn Thuận          |
| Hà Nội             | Đỗ Hùng Dũng     | Sông Lam Nghệ An              | Trần Phi Sơn          |
| Hải Phòng          | Andre Fagan      | SHB Đà Nẵng                   | Đỗ Merlo              |
| Hoàng Anh Gia Lai  | Vũ Văn Thanh     | Than Quảng Ninh               | Dương Văn Khoa        |
| Long An            | Nguyễn Tài Lộc   | Thành phố Hồ Chí Minh         | Trương Đình Luật      |
| Quảng Nam          | Đinh Thanh Trung | Xổ số kiến thiết Cần Thơ      | Nguyễn Hiếu Trung Anh |

- Đội hình tiêu biểu:

| Thủ môn                            | Hậu vệ | Tiền vệ | Tiền đạo                                                      |
| ---------------------------------- | --- | --- | ------------------------------------------------------------- |
| Nguyễn Tuấn Mạnh (Sanna Khánh Hòa) | Vũ Văn Thanh (Hoàng Anh Gia Lai) Hoàng Văn Khánh (Sông Lam Nghệ An) Trần Đình Trọng (Sài Gòn F.C.) Đỗ Văn Thuận (Sài Gòn F.C.) | Nguyễn Quang Hải (Hà Nội F.C) Nguyễn Huy Hùng (Quảng Nam) Nguyễn Hoàng Quốc Chí (Sanna Khánh Hòa) Đinh Thanh Trung (Quảng Nam) | Errol Stevens (Hải Phòng) Nguyễn Anh Đức (Becamex Bình Dương) |